# Bilheteira dos cinemas em Portugal em 2016
Listas com o valor das receitas em euros (€) e o número de espectadores dos principais filmes lançados nos cinemas em Portugal, no ano de 2016.

## Filme com maior receita bruta em cada semana
| #  | Semana                         | Filme                                        | Receita bruta  | Espectadores |
| -- | ------------------------------ | -------------------------------------------- | -------------- | ------------ |
| 1  | 31 de dezembro — 6 de janeiro  | Star Wars: O Despertar da Força              | 433 169,52 €   | 67 634       |
| 2  | 7 — 13 de janeiro              | Star Wars: O Despertar da Força              | 290 992,70 €   | 46 578       |
| 3  | 14 — 20 de janeiro             | A Queda de Wall Street                       | 277 551,20 €   | 53 409       |
| 4  | 21 — 27 de janeiro             | The Revenant: O Renascido                    | 520 187,87 €   | 95 905       |
| 5  | 28 de janeiro — 3 de fevereiro | The Revenant: O Renascido                    | 354 796,55 €   | 65 689       |
| 6  | 4 — 10 de fevereiro            | Alvin e os Esquilos: A Grande Aventura       | 432 314,17 €   | 88 516       |
| 7  | 11 — 17 de fevereiro           | Deadpool                                     | 788 377,38 €   | 144 157      |
| 8  | 18 — 24 de fevereiro           | Deadpool                                     | 463 402,27 €   | 87 059       |
| 9  | 25 de fevereiro — 2 de março   | Zootrópolis                                  | 373 793,59 €   | 73 802       |
| 10 | 3 — 9 de março                 | Zootrópolis                                  | 291 582,62 €   | 57 630       |
| 11 | 10 — 16 de março               | Da Série Divergente: Convergente             | 221 873,34 €   | 44 262       |
| 12 | 17 — 23 de março               | O Panda do Kung Fu 3                         | 450 539,96 €   | 92 969       |
| 13 | 24 — 30 de março               | Batman v Super-Homem: O Despertar da Justiça | 796 009,83 €   | 147 222      |
| 14 | 31 de março — 6 de abril       | Batman v Super-Homem: O Despertar da Justiça | 388 450,80 €   | 70 266       |
| 15 | 7 — 13 de abril                | Batman v Super-Homem: O Despertar da Justiça | 157 589,52 €   | 30 374       |
| 16 | 14 — 20 de abril               | O Livro da Selva                             | 223 600,27 €   | 44 724       |
| 17 | 21 — 27 de abril               | O Caçador e a Rainha do Gelo                 | 249 244,84 €   | 49 127       |
| 18 | 28 de abril — 4 de maio        | Capitão América: Guerra Civil                | 499 037,52 €   | 93 715       |
| 19 | 5 — 11 de maio                 | Capitão América: Guerra Civil                | 372 722,28 €   | 69 462       |
| 20 | 12 — 18 de maio                | Capitão América: Guerra Civil                | 216 442,27 €   | 54 774       |
| 21 | 19 — 25 de maio                | X-Men: Apocalipse                            | 295 938,19 €   | 55 563       |
| 22 | 26 de maio — 1 de junho        | X-Men: Apocalipse                            | 200 564,95 €   | 38 473       |
| 23 | 2 — 8 de junho                 | Angry Birds: O Filme                         | 359 033,90 €   | 71 183       |
| 24 | 9 — 15 de junho                | Angry Birds: O Filme                         | 385 223,74 €   | 75 895       |
| 25 | 16 — 22 de junho               | Mestres da Ilusão 2                          | 334 590,06 €   | 62 350       |
| 26 | 23 — 29 de junho               | À Procura de Dory                            | 552 274,23 €   | 107 684      |
| 27 | 30 de junho — 6 de julho       | À Procura de Dory                            | 423 174,32 €   | 84 049       |
| 28 | 7 — 13 de julho                | À Procura de Dory                            | 313 004,34 €   | 63 959       |
| 29 | 14 — 20 de julho               | A Canção de Lisboa                           | 262 796,32 €   | 51 504       |
| 30 | 21 — 27 de julho               | A Idade do Gelo: O Big Bang                  | 437 488,54 €   | 86 358       |
| 31 | 28 de julho — 3 de agosto      | Jason Bourne                                 | 412 172,36 €   | 78 326       |
| 32 | 4 — 10 de agosto               | Esquadrão Suicida                            | 1 004 541,59 € | 180 280      |
| 33 | 11 — 17 de agosto              | Esquadrão Suicida                            | 602 273,48 €   | 108 583      |
| 34 | 18 — 24 de agosto              | A Vida Secreta dos Nossos Bichos             | 1 228 313,38 € | 249 325      |
| 35 | 25 — 31 de agosto              | A Vida Secreta dos Nossos Bichos             | 662 715,84 €   | 132 940      |
| 36 | 1 — 7 de setembro              | A Vida Secreta dos Nossos Bichos             | 433 429,11 €   | 85 957       |
| 37 | 8 — 14 de setembro             | Milagre no Rio Hudson                        | 360 121,46 €   | 66 257       |
| 38 | 15 — 21 de setembro            | Milagre no Rio Hudson                        | 219 243,00 €   | 40 295       |
| 39 | 22 — 28 de setembro            | Os Sete Magníficos                           | 200 282,65 €   | 35 994       |
| 40 | 29 de setembro — 5 de outubro  | Cegonhas                                     | 256 363,33 €   | 51 378       |
| 41 | 6 — 12 de outubro              | A Rapariga no Comboio                        | 321 409,12 €   | 60 989       |
| 42 | 13 — 19 de outubro             | Inferno                                      | 537 466,97 €   | 96 995       |
| 43 | 20 — 26 de outubro             | Inferno                                      | 329 592,54 €   | 59 121       |
| 44 | 27 de outubro — 2 de novembro  | Doutor Estranho                              | 401 442,18 €   | 69 115       |
| 45 | 3 — 9 de novembro              | Doutor Estranho                              | 224 965,56 €   | 38 752       |
| 46 | 10 — 16 de novembro            | O Herói de Hacksaw Ridge                     | 225 069,05 €   | 43 467       |
| 47 | 17 — 23 de novembro            | Monstros Fantásticos e Onde Encontrá-los     | 763 977,94 €   | 135 229      |
| 48 | 24 — 30 de novembro            | Monstros Fantásticos e Onde Encontrá-los     | 399 782,89 €   | 72 017       |
| 49 | 1 — 7 de dezembro              | Aliados                                      | 358 914,97 €   | 67 569       |
| 50 | 8 — 14 de dezembro             | Cantar!                                      | 304 299,24 €   | 60 558       |
| 51 | 15 — 21 de dezembro            | Rogue One: Uma História de Star Wars         | 631 115,12 €   | 103 287      |
| 52 | 22 — 28 de dezembro            | Cantar!                                      | 468 183,58 €   | 96 896       |

## Os 10 filmes mais vistos
| #  | Estreia                 | Filme                                        | Receita bruta  | Espectadores |
| -- | ----------------------- | -------------------------------------------- | -------------- | ------------ |
| 1  | 18 de agosto de 2016    | A Vida Secreta dos Nossos Bichos             | 2 984 671,93 € | 604 958      |
| 2  | 4 de agosto de 2016     | Esquadrão Suicida                            | 2 461 730,32 € | 449 441      |
| 3  | 23 de junho de 2016     | À Procura de Dory                            | 2 094 030,41 € | 424 898      |
| 4  | 25 de fevereiro de 2016 | Zootrópolis                                  | 1 970 066,79 € | 393 635      |
| 5  | 11 de fevereiro de 2016 | Deadpool                                     | 1 965 685,72 € | 361 637      |
| 6  | 17 de novembro de 2016  | Monstros Fantásticos e Onde Encontrá-los     | 1 765 574,04 € | 319 414      |
| 7  | 21 de janeiro de 2016   | The Revenant: O Renascido                    | 1 681 916,84 € | 312 316      |
| 8  | 8 de dezembro de 2016   | Cantar!                                      | 1 434 583,38 € | 294 474      |
| 9  | 24 de março de 2016     | Batman v Super-Homem: O Despertar da Justiça | 1 666 154,80 € | 291 892      |
| 10 | 24 de novembro de 2016  | Vaiana                                       | 1 399 222,91 € | 286 840      |

## Os 10 filmes nacionais mais vistos
| #  | Estreia                | Filme                           | Receita bruta | Espectadores |
| -- | ---------------------- | ------------------------------- | ------------- | ------------ |
| 1  | 14 de julho de 2016    | A Canção de Lisboa              | 945 200,10 €  | 187 820      |
| 2  | 10 de março de 2016    | O Amor É Lindo... Porque Sim!   | 156 516,83 €  | 31 476       |
| 3  | 1 de setembro de 2016  | Cartas da Guerra                | 110 816,54 €  | 22 172       |
| 4  | 26 de novembro de 2015 | O Leão da Estrela               | 91 295,31 €   | 17 733       |
| 5  | 24 de dezembro de 2015 | Amor Impossível                 | 78 072,31 €   | 14 928       |
| 6  | 25 de agosto de 2016   | Refrigerantes e Canções de Amor | 57 021,10 €   | 11 862       |
| 7  | 8 de dezembro de 2016  | A Mãe É que Sabe                | 48 479,86 €   | 9 984        |
| 8  | 28 de janeiro de 2016  | Jogo de Damas                   | 31 581,58 €   | 6 973        |
| 9  | 5 de maio de 2016      | Axilas                          | 18 318,61 €   | 4 665        |
| 10 | 20 de outubro de 2016  | O Ornitólogo                    | 18 462,57 €   | 4 110        |

## Exibição por distrito / região autónoma
| Distrito         | Ecrãs | Lugares | Sessões | Receita bruta   | Espectadores |
| ---------------- | ----- | ------- | ------- | --------------- | ------------ |
| Aveiro           | 27    | 5 950   | 25 408  | 2 398 076,19 €  | 485 356      |
| Beja             | 7     | 1 885   | 554     | 73 779,93 €     | 23 649       |
| Braga            | 46    | 9 092   | 36 351  | 4 463 445,00 €  | 911 149      |
| Bragança         | 3     | 934     | 204     | 44 689,75 €     | 18 662       |
| Castelo Branco   | 11    | 2 164   | 9 626   | 724 948,00 €    | 152 981      |
| Coimbra          | 28    | 5 324   | 29 945  | 3 015 725,40 €  | 584 173      |
| Évora            | 8     | 2 035   | 402     | 59 172,09 €     | 21 312       |
| Faro             | 35    | 5 590   | 46 899  | 4 450 654,17 €  | 884 979      |
| Guarda           | 8     | 1 389   | 3 904   | 212 766,80 €    | 49 965       |
| Leiria           | 25    | 4 602   | 24 362  | 2 146 248,84 €  | 428 478      |
| Lisboa           | 148   | 26 089  | 223 561 | 29 654 756,70 € | 5 507 623    |
| Portalegre       | 5     | 1 215   | 93      | 19 165,58 €     | 8 877        |
| Porto            | 91    | 17 942  | 118 514 | 15 931 285,68 € | 3 121 531    |
| Santarém         | 14    | 2 271   | 12 254  | 1 043 630,60 €  | 216 960      |
| Setúbal          | 47    | 8 816   | 63 644  | 8 268 681,90 €  | 1 538 975    |
| Viana do Castelo | 8     | 1 490   | 6 234   | 595 678,40 €    | 137 946      |
| Vila Real        | 11    | 1 705   | 9 692   | 958 038,34 €    | 189 830      |
| Viseu            | 14    | 2 139   | 14 972  | 1 309 657,98 €  | 252 363      |
| Açores           | 8     | 1 465   | 5 920   | 525 290,70 €    | 114 408      |
| Madeira          | 13    | 2 632   | 17 999  | 1 343 702,74 €  | 275 049      |
| Total nacional   | 557   | 104 729 | 650 538 | 77 239 394,79 € | 14 924 266   |